# Любляна (аеропорт)
Міжнародний аеропорт імені Йоже Пучніка (словен. Letališče Jožeta Pučnika Ljubljana; IATA: LJU, ICAO: LJLJ; також відомий за попередньою назвою Аеропорт Брник) — міжнародний аеропорт у столиці Словенії. Розташований поблизу села Згорний Брник, за 24 км на північний захід від Любляни та за 9 км на схід від Краня поруч з автодорогою від Краня до Менгеша.

## Історія аеропорту
Аеропорт офіційно відкритий у грудні 1963 року, замінивши попередній аеропорт «Поле», поблизу Любляни, який використовувався з 1933 року. Регулярні рейси розпочались у 1964 році. У 2004 аеропорту присвоїли ім'я словенського дисидента Йоже Пучніка.
8 грудня 2004 року аеропорт вперше досяг позначки у мільйон пасажирів протягом року.
Через зростанням авіатрафіку та вступом Словенії до ЄС, що передбачало розділення рейсів всередині Шенгенської зони та поза її межами, керівництвом аеропорту розроблено план розвитку аеропорту, враховуючи пасажиропотік у середньостроковій та довгостроковій перспективі. Роботи по розширенню терміналу передбачають два етапи. Роботи на першому етапі, який розпочався у липні 2007 року передбачали забезпечення вступу Словенії до Шенгенського простору. У будівлі терміналу (T1) добудовано додатковий поверх та повністю оновлено. Заплановано зробити перехід до терміналу T2. Добудова верхнього поверху дала можливість розділити рейси всередині Шенгенської зони та поза її межі.

## Авіалінії та напрямки, лютий 2021

### Пасажирські
| Авіакомпанія                  | Пункт призначення                                                                                               |
| ----------------------------- | --- |
| Aegean Airlines               | Сезонний чартер: Корфу, Карпатос, Превеза, Родос                                                                |
| Aeroflot                      | Москва-Шереметьєво                                                                                              |
| Air France                    | Париж–Шарль де Голль                                                                                            |
| Air Serbia                    | Белград |
| Arkia                         | Сезонний чартер: Тель-Авів                                                                                      |
| British Airways               | Сезонний: Лондон-Хітроу                                                                                         |
| Brussels Airlines             | Брюссель |
| Croatia Airlines              | Сезонний чартер: Лемнос                                                                                         |
| easyJet                       | Лондон–Гатвік, Лондон-Лутон (з 30 березня 2021)                                                                 |
| Finnair                       | Сезонний: Гельсінкі                                                                                             |
| LOT Polish Airlines           | Варшава–Шопен                                                                                                   |
| Lufthansa                     | Франкфурт, Мюнхен                                                                                               |
| Sun D'Or                      | Сезонний: Тель-Авів                                                                                             |
| SunExpress                    | Сезонний: Анталія (з 10 травня 2021)                                                                            |
| Swiss International Air Lines | Цюрих |
| Trade Air                     | Сезонний чартер: Корфу, Дубровник, Іракліон, Карпатос, Кефалонія, Кос, Превеза, Родос, Самос, Санторіні, Закінф |
| Transavia                     | Амстердам |
| Tunisair                      | Сезонний чартер: Джерба (з 7 червня 2021), Монастір (з 2 червня 2021)                                           |
| Turkish Airlines              | Стамбул |
| Wizz Air                      | Брюссель-Шарлеруа                                                                                               |

### Вантажні
| Авіакомпанія | Пункт призначення            |
| ------------ | ---------------------------- |
| DHL Aviation | Мілан-Бергамо, Лейпциг/Галле |

## Статистика
| Рік  | Пасажири  | Зміни   | Вантажі | Зміни   | Авіаційний трафік | Зміни   |
| ---- | --------- | ------- | ------- | ------- | ----------------- | ------- |
| 2000 | 991,693   | ▲ 11%   | 12,396  | ▲ 12%   | 29,965            | ▲ 10%   |
| 2001 | 894,130   | ▼ 10%   | 12,403  | ▲ 1%    | 29,050            | ▼ 3%    |
| 2002 | 872,966   | ▼ 2%    | 12,021  | ▼ 3%    | 28,751            | ▼ 1%    |
| 2003 | 928,397   | ▲ 6%    | 12,080  | ▲ 1%    | 31,737            | ▲ 10%   |
| 2004 | 1,048,238 | ▲ 13%   | 11,780  | ▼ 2%    | 35,502            | ▲ 12%   |
| 2005 | 1,218,896 | ▲ 16%   | 11,560  | ▼ 2%    | 37,767            | ▲ 6%    |
| 2006 | 1,334,355 | ▲ 9%    | 15,309  | ▲ 32%   | 40,991            | ▲ 9%    |
| 2007 | 1,524,028 | ▲ 14%   | 21,717  | ▲ 42%   | 46,517            | ▲ 13%   |
| 2008 | 1,673,050 | ▲ 10%   | 17,188  | ▼ 21%   | 47,926            | ▲ 3%    |
| 2009 | 1,433,855 | ▼ 14%   | 14,333  | ▼ 17%   | 45,492            | ▼ 5%    |
| 2010 | 1,388,651 | ▼ 3%    | 17,310  | ▲ 21%   | 42,569            | ▼ 6%    |
| 2011 | 1,369,485 | ▼ 1%    | 19,659  | ▲ 14%   | 39,267            | ▼ 8%    |
| 2012 | 1,198,911 | ▼ 12%   | 17,031  | ▼ 13%   | 35,019            | ▼ 11%   |
| 2013 | 1,321,100 | ▲ 10%   | 17,777  | ▲ 4%    | 33,112            | ▼ 5%    |
| 2014 | 1,338,619 | ▲ 1.3%  | 18,983  | ▲ 6.8%  | 31,405            | ▼ 5%    |
| 2015 | 1,438,304 | ▲ 10.0% | 18,570  | ▼ 0.2%  | 32,849            | ▲ 5%    |
| 2016 | 1,404,831 | ▼ 2.3%  | 10,379  | ▼ 2.4%  | 32,700            | ▼ 0%    |
| 2017 | 1,683,045 | ▲ 19.8% | 12,324  | ▲ 18.7% | 34,467            | ▲ 5.4%  |
| 2018 | 1,812,411 | ▲ 7.7%  | 12,378  | ▲ 0.4%  | 35,512            | ▲ 3.0%  |
| 2019 | 1,721,355 | ▼ 5.0%  | 24,874  | ▼ 8.2%  | 31,489            | ▼ 11.3% |
| 2020 | 288,235   | ▼ 83.3% | 10,559  | ▼ 7.1%  | 12,980            | ▼ 58.8% |

Див. джерело запитів Вікіданих та джерела.